# فرزاد قادری
فرزاد قادری (متولد سی شهریور ۱۳۶۴ اهل نور، استان مازندران) ووشوکار از قهرمانان ووشو مردان ایران در بخش ساندا است.

## زندگی ورزشی
قادری از کودکی به ورزشهای رزمی علاقه‌مند بود و از سال ۷۱ با رشته رزمی تکواندو شروع بکار کرد. از سال ۱۳۷۹ زیر نظر ناصر رضوانیان وارد ورزش ووشو و در بخش مبارزات (ساندا) شروع به فعالیت کرد.

## شروع فعالیت حرفه ای در MMAهنرهای رزمی ترکیبی
از سال ۱۳۹۱ همزمان با ورزش ووشو، زیر نظر استاد مجید صدیق ورزش ام ام ای MMAهنرهای رزمی ترکیبی را نیز شروع کرد.
و در سال ۲۰۱۵ وارد عرصه ورزش حرفه ای ام ام ای MMAهنرهای رزمی ترکیبی شد و دوران حرفه ای این مبارز ادامه دارد. رکورد حرفه ای این مبارز ۱۶ برد حرفه ای و ۱۲ باخت حرفه ای می‌باشد.
از سال ۲۰۱۶ وارد لیگ حرفه ای ام ام ای MMAهنرهای رزمی ترکیبی چین گردید و به دلیل مسابقات خاصی که در سازمان CMSL چین انجام داد مسئولین این سازمان به وی لقب خدای جنگ را دادند.
البته نام حرفه ای یا nick name این مبارز در ورزش ام ام ای Dragon boy می‌باشد به معنی پسر اژدها. مدیر برنامه‌های این مبارز استاد مسعود جعفری یکی از اساتید بزرگ معبد شائولین هست و از طرفی عضو تیم اژدهای سرخ یا Red Dragon نیز می‌باشد.
از جمله قهرمانی‌های این مبارز در سطح بین‌الملل می‌توان به موارد زیر اشاره کرد
- مقام اول در مسابقات بین‌المللی ووشو (ساندا) سال ۲۰۰۷ شهر باکو کشور آذربایجان وزن ۷۰ کیلوگرم
- مقام اول مسابقات بین‌المللی ووشو (ساندا) سال ۲۰۱۰ شهر ایروان کشور ارمنستان وزن ۷۰ کیلوگرم
- مقام اول مسابقات المپیک جهانی ورزشهای رزمی در رشته ووشو (ساندا) سال ۲۰۱۱ در شهر سنت پیترزبورگ روسیه وزن ۷۵ کیلوگرم
- مقام اول مسابقات المپیک جهانی ورزشهای رزمی در رشته‌ام ام ای آماتور سال ۲۰۱۱ در شهر سنت پیترزبورگ روسیه وزن ۷۵ کیلوگرم
- مقام اول مسابقات بین‌المللی ووشو (ساندا) سال ۲۰۱۲ در شهر تفلیس کشور گرجستان وزن ۷۵ کیلوگرم
- مقام اول مسابقات بین‌المللی ووشو (ساندا) سال ۲۰۱۲ شهر ترابوزان کشور ترکیه
- مقام اول مسابقات بین‌المللی ووشو (ساندا) سال ۲۰۱۳ شهر تفلیس کشور گرجستان
- مقام اول مسابقات فستیوال جهانی هنرهای رزمی رشته ووشو (ساندا) در کشور هند سال ۲۰۱۴
- مقام اول مسابقات فستیوال جهانی هنرهای رزمی ووشو (ساندا) سال ۲۰۱۷ در شهر تفلیس کشور گرجستان وزن ۷۵ کیلوگرم
- مقام اول مسابقات جهانی یونی فایت در شهر آنتالیا کشور ترکیه سال ۲۰۲۱وزن ۷۷ کیلوگرم
- مقام سوم مسابقات جهانی کمپو سال ۲۰۲۲ وزن ۷۵ کیلوگرم کشور تونس

## تصاویر مبارزات MMAهنرهای رزمی ترکیبی
| نتیجه کلی مبارزات | برد | باخت |
| ----------------- | --- | ---- |
| تعداد             | 16  | 12   |

## کارنامه حرفه ای MMA طبق منبع سایتشرداگ
| ردیف | نتیجه  | مبارزه با                | توضیح | روش/داور                                       | راند | زمان |
| ---- | ------ | ------------------------ | --- | ---------------------------------------------- | ---- | ---- |
| ۲۸   | بازنده | Baurzhan Kuanyshbayev    | Baurzhan Kuanyshbayev Octagon Promotion - Octagon 41: Tolenov vs. Ibodiloev Feb / 19 / 2023Decision (Unanimous) | Dauranbek Zhakaev                              | ۳    | 5:00 |
| ۲۷   | بازنده | Ion Surdu                | RXF 37 - All Stars Dec / 16 / 2019                                                                              | TKO (Punches)                                  | ۲    | 4:08 |
| ۲۶   | برنده  | Haidar Khan Islam        | Kars FC 11 - Kars Fighting Championship 11 Oct / 31 / 2019 Decision (Unanimous)                                 | Dmitriy Krukov                                 | ۳    | 5:00 |
| ۲۵   | برنده  | Alexandru Ciresescu      | RXF 35 - SibiuSep / 23 / 2019 TKO (Punches)                                                                     | Sebastian Halmagean                            | ۱    | 4:38 |
| ۲۴   | برنده  | Yel Asli                 | Dacheng Wuyi - Chinese MMA Super League World Championship Jul / 28 / 2019                                      | TKO (Punches)                                  | ۳    | ۱:۵۷ |
| ۲۳   | بازنده | SiLe Hu Dacheng Wuyi     | Chinese MMA Super League: Day 3 Jul / 27 / 2019                                                                 | TKO (Punches)                                  | ۱    | ۳:۱۷ |
| ۲۲   | بازنده | Vlad Popovskiy           | RXF 34 - Brasov May / 13 / 2019                                                                                 | TKO (Punches)                                  | ۱    | ۳:۴۵ |
| ۲۱   | برنده  | Andrei Vasinca           | RXF 34 - Brasov May / 13 / 2019                                                                                 | TKO (Punches)                                  | ۱    | ۳:۵۹ |
| ۲۰   | برنده  | Robert Gontineac         | RXF MMA 32 - Konecke vs. NegumereanuNov / 19 / 2018                                                             | TKO (Submission to Punches)                    | ۱    | ۱:۲۹ |
| ۱۹   | بازنده | Ion Surdu                | RXF 30 - Bucharest Aug / 20 / 2018                                                                              | TKO (Punches)                                  | ۱    | ۳:۴۰ |
| ۱۸   | برنده  | Nika Shergelashvili      | Red Dragon - EFS: Eagle Fight Series 4 Jul / 29 / 2018 Decision (Unanimous)                                     | Giorgi Rijamadze                               | ۳    | ۵:۰۰ |
| ۱۷   | بازنده | Iman Nikzad              | IFC 5 - Iran Fighting Championship 5 May / 14 / 2018                                                            | Saeid Lobat KO                                 | ۳    | ۱:۵۹ |
| ۱۶   | بازنده | Jietebusibai Haolan      | Dacheng Wuyi - Chinese MMA Super League: Day 2 Nov / 12 / 2017                                                  | Disqualification (Punches to Back of Head)     | ۱    | ۲:۵۵ |
| ۱۵   | برنده  | Khomsan Hanchana         | Dacheng Wuyi - Chinese MMA Super League: Day 1 Nov / 11 / 2017                                                  | TKO (Leg Kicks)                                | ۲    | N/A  |
| ۱۴   | برنده  | Abolfazl Ghobadi         | IFC 2 - Iran Fighting Championship 2 Sep / 22 / 2017                                                            | Saeid Ardestani Submission (Armbar)            | ۱    | ۰:۴۷ |
| ۱۳   | بازنده | Movsar Bokov             | ACB 66 - Grozny: Young Eagles 20 Aug / 05 / 2017                                                                | TKO (Punches) Viktor Korneev                   | ۲    | ۱:۴۲ |
| ۱۲   | برنده  | Peng Yang                | Dacheng Wuyi - Chinese MMA Super League Season 9: Day 5 Jun / 17 / 2017                                         | TKO (Punches)                                  | ۱    | N/A  |
| ۱۱   | برنده  | Abbas Ghaed              | IFC 1 - Iran Fighting Championship 1 Jun / 04 / 2017                                                            | KO (Punch)Milad Tajik                          | ۱    | ۲:۰۱ |
| ۱۰   | برنده  | Mohammad Bazamad         | HFC - Persian Warriors Mar / 10 / 2017                                                                          | TKO (Corner Stoppage) Saeid Lobat              | ۱    | ۵:۰۰ |
| ۹    | برنده  | Huanan Liu               | Dacheng Wuyi - Chinese MMA Super League Season 7: Day 4 Jan / 01 / 2017                                         | Decision (Unanimous)                           | ۳    | ۵:۰۰ |
| ۸    | برنده  | Meng Ding                | Dacheng Wuyi - Chinese MMA Super League Season 6: Day 5 Oct / 15 / 2016                                         | KO (Punch)                                     | ۲    | ۲:۰۵ |
| ۷    | برنده  | Kuerbanjiang Tuluosibake | Dacheng Wuyi - Chinese MMA Super League Season 6: Day 4 Oct / 14 / 2016                                         | Decision (Unanimous)                           | ۳    | ۵:۰۰ |
| ۶    | بازنده | Samat Emilbekov          | WEF ProfFight 5 - Persian Warriors Jul / 11 / 2016                                                              | Submission (Armbar) Mohammad Razavi            | ۱    | ۲:۴۴ |
| ۵    | بازنده | Daniyar Babakulov        | WFCA 21 - Grozny Battle May / 20 / 2016                                                                         | KO (Punch) Adam Mutsaev                        | ۲    | ۲:۱۸ |
| ۴    | برنده  | Xiangxu Qi               | Dacheng Wuyi - Chinese MMA Super League Season 4: Day 4 Jan / 31 / 2016                                         | TKO (Doctor Stoppage)                          | ۳    | N/A  |
| ۳    | برنده  | Qi Wang                  | WBK 10 / Dacheng Wuyi - Chinese MMA Super League Season 3: Finals Dec / 31 / 2015                               | KO (Head Kick)                                 | ۱    | ۰:۲۱ |
| ۲    | برنده  | Zhyar Bakr               | Kurd FC - Kurd Fighting Championship Sep / 11 / 2015 Decision                                                   | Shahrooz Esmaeili                              | ۳    | ۵:۰۰ |
| ۱    | بازنده | Irakli Chixladze         | ArmFC 14 - Armenian Fighting Championship 14 Jun / 14 / 2015                                                    | Submission (Rear-Naked Choke) Albert Ghazaryan | ۱    | ۱:۰۳ |